# Leptoplesictis
Leptoplesictis  is een geslacht van uitgestorven zoogdieren, dat voorkwam in het Mioceen.

## Beschrijving
Dit 90 centimeter lange dier heeft tijdens zijn ontwikkeling qua uiterlijk eigenlijk niet veel veranderingen ondergaan en had veel kenmerken, die bij de huidige genetkatten uit het geslacht Genetta nog steeds bestaan. Het dier had een langgerekt lichaam met een lange hals en staart. De korte poten waren bezet met klauwen, die mogelijk konden worden ingetrokken.

## Leefwijze
Deze omnivoren hadden een zeer gevarieerd dieet van wormen, weekdieren, vissen, vogels, reptielen, aas, eieren en vruchten. Ze bewogen zich zowel voort in de bomen als op de grond.

## Taxonomie
Er zijn twee soorten Leptoplesictis bekend, de typesoort L. filholi (Gaillard, 1899) en L. peignei uit Thailand. Verschillende soorten uit het vroege Mioceen van Afrika werden eerder aan dit geslacht toegewezen, samen met Leptoplesictis aurelianensis uit het Midden-Mioceen van Europa. Morales en Pickford (2020) hebben echter aangetoond dat deze taxa generiek verschillen van de soort van het Leptoplesictis-type, waarbij de vroege taxa uit het Mioceen van Kenia en Namibië worden omgedoopt tot Dunictis en L. aurelianensis wordt verwezen naar het nieuwe geslacht Forsythictis.